# 昂特勒卡斯托
昂特勒卡斯托（法語：Entrecasteaux，法語發音：[ɑ̃tʁəkasto]）是法国普罗旺斯-阿尔卑斯-蓝色海岸大区瓦尔省的一个市镇，属于布里尼奥勒区。

## 地理
昂特勒卡斯托（43°30'57"N, 6°14'31"E）面积32.11 平方千米，位于法国普罗旺斯-阿尔卑斯-蓝色海岸大区瓦尔省，该省份为法国东南部沿海省份，北起上普罗旺斯阿尔卑斯省，西北角与沃克吕兹省接壤，西接罗讷河口省，南濒地中海，东临滨海阿尔卑斯省。
与昂特勒卡斯托接壤的市镇（或旧市镇、城区）包括：卡尔塞斯、科蒂尼亚克、萨莱讷、勒托罗内、圣昂托南迪瓦。

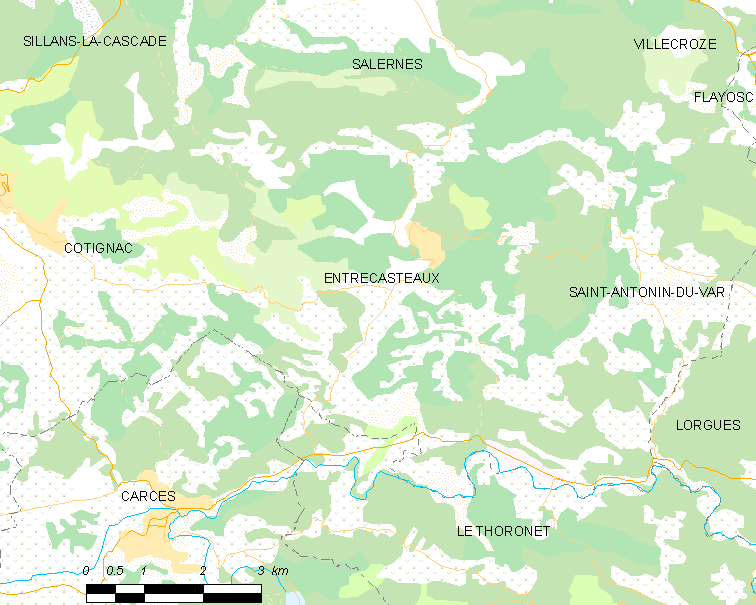
昂特勒卡斯托的OSM定位图

昂特勒卡斯托的时区为UTC+01:00、UTC+02:00（夏令时）。

## 行政
昂特勒卡斯托的邮政编码为83570，INSEE市镇编码为83051。

## 政治
昂特勒卡斯托所属的省级选区为布里尼奥勒县。

## 人口

1962-2008年间昂特勒卡斯托人口变化图示

昂特勒卡斯托于2022年1月1日时的人口数量为1132人。